# Barkarby

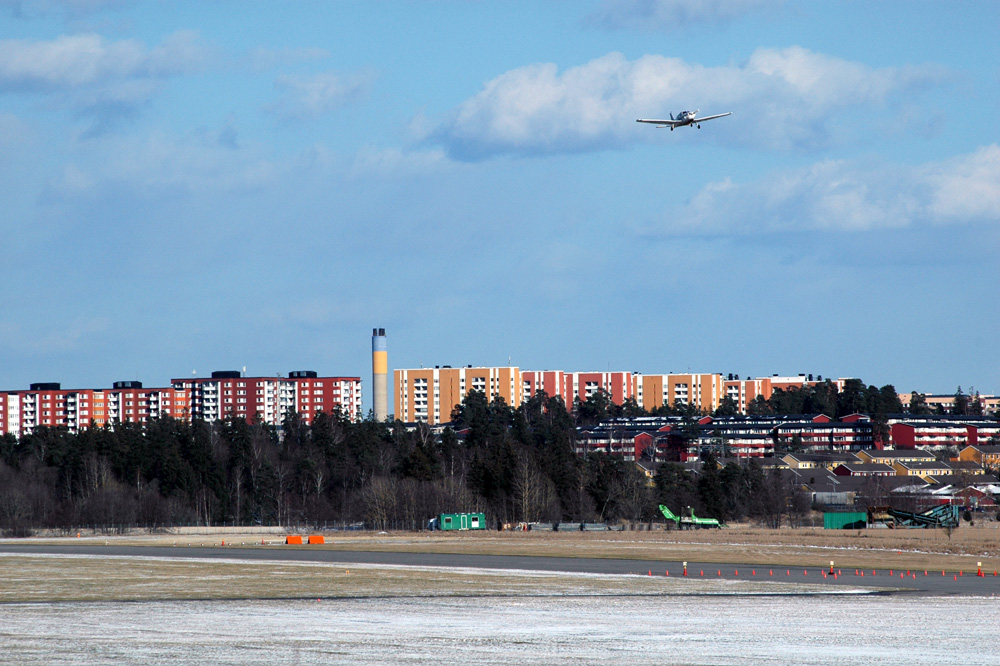
Stockholm-Barkarby flygplats (2008).

Barkarby är ett delområde i kommundelen Barkarby-Skälby i Järfälla kommun med 3 926 invånare 2005. Det ingår i sin helhet i tätorten Stockholm.

## Historia
Förhistoriska boplatslämningar, gravfält och en medeltida bytomt som funnits i Barkarby visar tillsammans med rikliga fynd hur Järfällaborna levt från ca 800 f.Kr. till 1870-talet
Barkarby omnämns i jordeböckerna första gången 1538. Namnet kommer möjligtvis från ett ursprungligt Bergkarlaby, det vill säga "Bergkarlarnas by". Detta ursprung finns belagt för Barkarby på Lovö, och om samma härledning även gäller Barkarby i Järfälla, har ortnamnet alltså inget med  barkning att göra.
I litteraturen är Barkarby första gången beskrivet i Carl Jonas Love Almqvists roman Hermitaget 1825.
Stockholm-Barkarby flygplats låg i Barkarby, och var en av Sveriges äldsta flygplatser. Flygverksamheten präglades åren 1938–1963 av Svea flygflottilj (F 8), och åren 1963–1974 av Svea flygkår (F 8). Den militära och den civila flygtrafiken pågick åren 1913–2010, då flygplatsen stängdes den 1 juni.

## Samhället

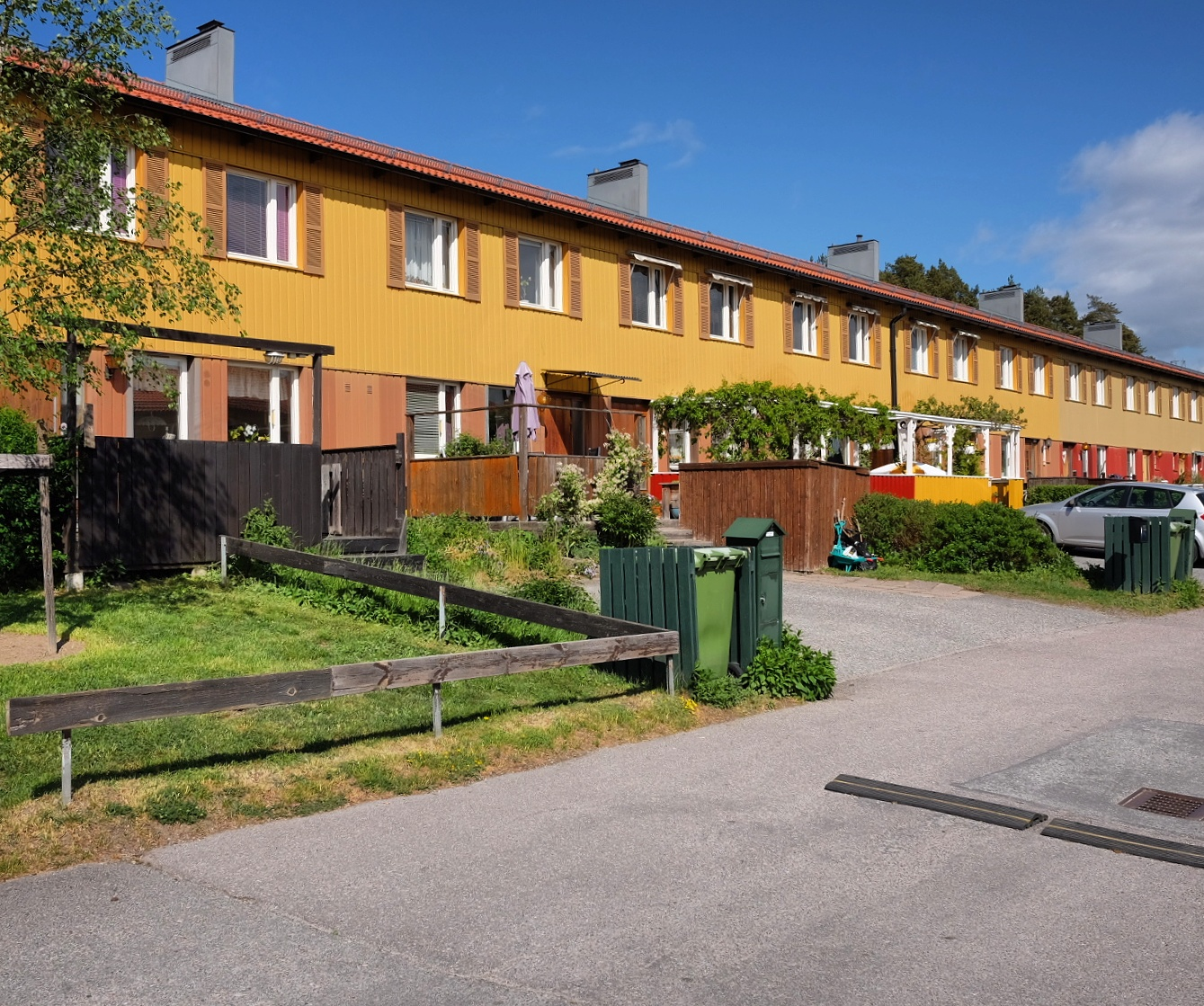
Radhus i Vålberga.

I Barkarby finns  Barkarby handelsplats med bland annat ett Ikea-varuhus. På senare år har Stockholm Quality Outlet vuxit fram, som är en stormarknad för fabriksförsäljning. Den har numera över 65 butiker och utbyggnader har förekommit ett antal gånger över det senaste sex åren. 
I Barkarby finns det även olika inofficiella delar: Vålberga, radhusområde sydväst om pendeltågsstationen; Veddesta (industriområdet som hänger ihop med Barkarby); 
Gamla Barkarby – den del av Barkarby som ligger mot Järfälla kyrkas sida (där den ökände skurken Lasse-Maja stal kyrksilver) av järnvägen; 
Barkarby centrum, centrala delen av Barkarby vid stationen; Barkarby villastad, som är den största delen av Barkarby, som utgörs av villaområdet mot Skälby. 
Nya delar är även på gång att byggas till Barkarby ute på flygfältet mellan Barkarby handelsplats och Gamla Barkarby. Det finns även ett litet radhusområde som redan byggts bakom Ikea i skogen mot Järvafältet, detta är inledningsfasen av ett större byggprojekt.

## Pendeltågsstationen
Barkarby har en station på Stockholms pendeltågsnät, Barkarby (pendeltågsstation)